# Hook Me Up (singel)
"Hook Me Up" – piosenka electropop stworzona przez Jessicę Origliasso, Lisę Origliasso, Shelly Peiken i Grega Wellsa na drugi album studyjny australijskiego duetu The Veronicas, Hook Me Up (2007). Wyprodukowany przez Wellsa, utwór wydany został jako pierwszy singel promujący krążek w Australii.

## Informacje o singlu
Singel ukazał się dnia 18 sierpnia 2007 za pośrednictwem iTunes Store, zaś swoją premierę radiową utwór zanotował dzień później, 19 sierpnia 2007. Teledysk promujący "Hook Me Up" wydany został dnia 31 sierpnia 2007, swój debiut notując na kanale Channel V. 3 września 2007 singel zadebiutował na notowaniu ARIA Digital Track Charts na pozycji #17, szybko polepszając swoje miejsca na notowaniu. Kompozycja stała się najwyżej notowaną piosenką zespołu w Australii zdobywając szczyt oficjalnego zestawienia najczęściej sprzedawanych singli w tymże kraju. "Hook Me Up" charakteryzuje się dużym podobieństwem do piosenki "Tainted Love" nagranej na masową skalę przez Soft Cell. Alternatywna okładka singla The Veronicas odzwierciedla okładkę utworu wydanego przez Soft Cell, gdzie zamiast ludzi pojawiają się słuchawki telefonu.

## Wydanie singla
"Hook Me Up" zadebiutował w oficjalnym zestawieniu najpopularniejszych singli w Australii na pozycji #5 dnia 1 października 2007. Szczyt notowania piosenka osiągnęła w siódmym tygodniu od debiutu, 12 listopada 2007. Kompozycja zajmowała miejsca w Top 10 listy przebojów przez dziesięć tygodni, zaś w samym zestawieniu ponad pięć miesięcy ostatecznie opuszczając notowanie dnia 3 marca 2008. Singel odznaczony został przez australijski koncern muzyczny platynową płytą za sprzedaż utworu w ilości przekraczającej 70.000 egzemplarzy.

## Teledysk
Teledysk do singla reżyserowany był przez Scotta Speera i ukazuje Lisę oraz Jessicę jako uczennice szkoły z internatem. Klip rozpoczyna się ujęciem prezentującym nauczycielkę, która odprowadza uczniów trzymając w ręku bat, by młodzież nie przekroczyła granicy oddzielającej chłopców od dziewcząt. Następny kadr ukazuje wokalistki przytulające się oraz śpiewające. Nagle akcja videoclipu przenosi się do klasy pełnej uczniów o twarzach bez wyrazu. Potem bliźniaczki wraz z zespołem występują na scenie, podczas gdy reszta nadal siedzi w ławkach spoglądając na siebie. Kolejne ujęcie prezentuje siostry w toalecie, kiedy nagle możemy zobaczyć kadry z klasy. Następnie dziewczyny spotykają się ze swoimi przyjaciółmi, by razem rozpocząć bunt w szkole, do którego przyłączają się wszyscy uczniowie. Finalna scena ukazuje wybiegającą z budynku młodzieżą.
W wywiadzie z gazetą Herald Sun, The Veronicas wyjawiły oryginalną koncepcję teledysku, która miała opierać się na temacie seksualności, jednak plany te zmieniono, a reżyser zaproponował ukazanie w klipie szkolnej rewolucji.
Teledysk miał premierę dnia 31 sierpnia 2007 w Australii oraz 6 listopada 2007 w Stanach Zjednoczonych.

## Listy utworów i formaty singla
Australijski singel digital download
1. "Hook Me Up" − 2:56

Australijski singel CD
1. "Hook Me Up" − 2:56
2. "Everything" − 3:28
3. "Insomnia" − 3:22

## Pozycje na listach
| Lista przebojów (2007)       | Najwyższa pozycja |
| ---------------------------- | ----------------- |
| Australia ARIA Singles Chart | 1                 |